# 11:11 (пісня Megara)
11:11 — пісня іспанського рок-гурту Megara. Була випущена 15 лютого 2024. Ця пісня представлятиме Сан-Марино на Пісенному конкурсі Євробачення 2024.

## Передісторія та сюжет
«11:11» була спродюсована Ісрою Данте Рамос Соломандо, а авторами та композиторами були Роберто ла Луета Руїс і Сара Хіменес Мораль. У пресрелізі гурт заявив, що пісня була написана протягом кількох днів з наміром зробити щось, чого вони ніколи раніше не створювали. В аналізі, проведеному ESC Kompakt, вона описується як пісня в жанрі рок, що має «натяки» на гітару фламенко. Сама пісня натхненна досвідом гурту, який говорить своїм хейтерам «відчепись», та що попри спроби розбити їхні серця, вони все одно будуть улюбленцями інших.
Гурт раніше подавав заявки на національний відбір Іспанії у 2022 та 2023 роках, у другому випадку вони змогли пройти до фіналу та посісти 4-те місце. За словами гурту, вони спочатку подавали заявку на Benidorm Fest 2024, національний відбір Іспанії на конкурс того ж року, але не були обрані як учасники. У відчаї гурт вирішив взяти участь на Una Voce per San Marino 2024, національний відбір Сан-Марино, щоб отримати шанс потрапити на пісенний конкурс Євробачення 2024.

## Відеокліп
Відеокліп на пісню було випущено 21 лютого 2024 року, режисером якого став Хав’єр Брагада. У відео показано гурт в офісі, який виступає перед двома керівниками, однак зрештою зв’язують та затикають рот керівникам.

## Пісенний конкурс Євробачення

### Una voce per San Marino 2024
Мовник Сан-Марино San Marino RTV (SMRTV) організував конкурс Una voce per San Marino 2024 за участю 129 учасників, щоб вибрати учасника від країни для пісенного конкурсу Євробачення 2024. Конкурс складався з чотирьох півфіналів з 30-ма або 31-ою піснями для іноземних виконавців, окремого півфіналу для виконавців з сан-маринським походженням та окремого півфіналу, який повністю складався з пісень створених ШІ. У кожному з шести півфіналів одна заявка кваліфікувалася прямо до фіналу. У півфіналах чотирьох іноземних учасників чотири пісні додатково пройшли до раунду другого шансу. У ньому чотири пісні потрапили до фіналу, який загалом складався з 17 пісень, де було додано ще вісім заявок-автофіналісток. У фіналі переможця обирало виключно журі.
Megara були офіційно оголошені учасниками відбору 30 січня 2024 року. За результатами жеребкування було оголошено, що гурт виступить 23-ім у другому іноземному півфіналі, де вони кваліфікувалися до раунду другого шансу. Гурт зміг кваліфікуватися з другого шансу до фіналу, де вони виступили 17-ми. Megara виграли конкурс, що дало пісні право представляти Сан-Марино на пісенному конкурсі Євробачення 2024.

### На Євробаченні
Пісенний конкурс Євробачення 2024 відбудеться на Мальме-Арені у місті Мальме, Швеція, і складатиметься з двох півфіналів, які відбудуться відповідно 7 та 9 травня, і фіналу 11 травня 2024 року. Під час жеребкування 30 січня 2024 року, Сан-Марино потрапило до другої половини другого півфіналу.